# Haga (Heby)
Haga is een plaats in de gemeente Heby in het landschap Uppland en de provincie Uppsala län in Zweden. De plaats heeft 87 inwoners (2005) en een oppervlakte van 31 hectare.